# Riu Kings
El riu Kings (en irlandès: Abhainn Rí) és un riu d'Irlanda que flueix a través del sud de Tipperary i del comtat de Kilkenny. Es tracta d'un afluent del riu Nore.
Té el seu origen a les muntanyes Slieveardagh al sud de Tipperary. Flueix al sud-est dels pujols i creua el comtat de Kilkenny. Se l'uneix el riu Munster abans de passar per la ciutat de Callan i continua cap a l'est de Callan, passa Kells i s'uneix al riu Nore a l'oest de Thomastown.